# YouTube (canale)

Icona del profilo ufficiale di YouTube

YouTube (in passato YouTube Spotlight) è il canale ufficiale del sito di condivisione video YouTube, che riflette eventi e video sul sito. Gli eventi del canale includono la YouTube Comedy Week e gli YouTube Music Awards. C'era anche YouTube Rewind, che è durato dal 2010 al 2019. Nel 2013, il canale è stato classificato come quello con più iscritti. 
A luglio 2025 conta circa 43,5 milioni iscritti e 2,6 miliardi di visualizzazioni.

## Storia
Il canale ufficiale di YouTube si è registrato il 1 febbraio 2005. Il 2 novembre 2013, il canale ha superato PewDiePie, per diventare il canale con più iscritti sul sito. Il canale è salito alla prima posizione grazie al suggerimento automatico e alla preselezione come opzione di iscrizione al momento della registrazione di un utente sul sito.

## Video

### YouTube Rewind
Dal 2010 al 2019, il canale ha caricato episodi della serie annuale YouTube Rewind. Tutti i video di YouTube Rewind dal 2012 al 2018 hanno raggiunto 100 milioni di visualizzazioni, mentre YouTube Rewind 2016 ne ha raggiunte 200 milioni. YouTube Rewind 2010 e YouTube Rewind 2011, invece, ne hanno avute meno di 10 milioni. YouTube Rewind 2016 è diventato il video a raggiungere più velocemente 100 milioni visualizzazioni. Dopo il caricamento di YouTube Rewind 2016, il canale ha raggiunto 1 miliardo di visualizzazioni il 14 dicembre 2016. Il 12 dicembre 2018, YouTube Rewind 2018 è diventato il video con più "non mi piace" di sempre, che ha anche superato Baby di Justin Bieber. YouTube Rewind 2019 ha raggiunto 3,9 milioni di non mi piace in 24 ore dal suo caricamento il 5 dicembre 2019.

### YouTube Nation
Nel gennaio 2014, YouTube Nation ha debuttato come progetto collaborativo tra YouTube e Dreamworks. La Dreamworks ha supervisionato la produzione mentre YouTube ha gestito il marketing e le vendite della serie. È anche una serie che raccoglie notizie dal canale.
Dopo che la serie è stata promossa sul canale, è riuscita a raggiungere 1 milione di iscritti a tre mesi dal suo lancio. È stata anche nominata per il quarto Streamy Award nella sezione Migliori notizie e eventi attuali. Dopo 350 episodi, la serie è finita il 5 dicembre 2014.

### Hello 2021
Il 10 dicembre 2021, YouTube ha annunciato che Fremantle produrrà Hello 2021, una serie di cinque conti alla rovescia di Capodanno che celebrano video notabili dell'anno, e hanno anche apparizioni di ospiti. Ci sono speciali per il Giappone, la Corea del Sud, India, il Regno Unito e le Americhe.

### One Trillion Minecraft Views on YouTube and Counting
Nel dicembre 2021, è stato pubblicato One Trillion Minecraft Views on YouTube and Counting per celebrare 1 bilione di visualizzazioni dei video su Minecraft. Il video è un'animazione in 3D in stile Minecraft. Il video ha 10 milioni di visualizzazioni. È apparso anche MrBeast nel video.

## Eventi

### Eventi della settimana a tema
Nel maggio 2013, il canale ha pubblicato video dell'evento Comedy Week. Durante l'evento, YouTube ha usato la sua homepage per riflettere video comici per l'evento. Il video ha raggiunto 1 milione di visualizzazioni. L'evento ha accolto un'accoglienza critica, con la miscela delle personalità dei media nuovi e tradizionali. Anche se era il primo evento della Comedy Week, non c'è stato nessun annuncio di un prossimo evento.
Il 4 agosto 2013, YouTube ha lanciato "Geek Week", un evento che mostra canali amati dai fan, nuovi video, anteprime di serie e collaborazioni creative. L'evento è stato lanciato in congiunzione con Nerdist negli Stati Uniti e ChannelFlip nel Regno Unito.

### #ProudToLove
Durante il pride LGBT del 2013, il canale ha riflettuto video e informazioni collegate a LGBT e ai pride LGBT. Google è stato documentato di essere un "enorme proponente dei diritti gay". Il blog ufficiale di YouTube ha scritto un articolo attaccato all'evento.

### YouTube Music Awards
Nel novembre 2013, YouTube ha lanciato i YouTube Music Awards. Le nomination furono annunciate lo scorso mese e le premiazioni erano rivolte e creare traffico attraverso il formato di votazione sui social. L'evento ha raggiunto 5,1 milioni di visualizzazioni. Le difficoltà tecniche dell'evento e la pletora delle nominazioni degli artisti, piuttosto di artisti di YouTube, erano al centro dell'accoglienza critica.